# Тубатулабал
Тубатулабал (на английски: Tubatulabal) е калифорнийско индианско племе, живяло в южната част на Сиера Невада, в басейна на Керн Ривър, главно в областта на вливането на нейния южен ръкав, на територия от 1300 квадратни мили.

## Име
Известни са като индианците Керн Ривър. Името тубатулабал – „ядящи борови семена“ се отнася до групите паканапил и палагеуан и идва от техните съседи йокути и каваису. Банкалачи също идва от езика на йокутите, но от останалите 2 групи на племето те са наричани толоим.

## Подразделения
Подразделяли се на 3 подплемена:
- Банкалачи – по западните склонове на планината Грийнхорн.
- Палагеуан (Полокауин) – в 3 села близо до устието на южния ръкав на Керн Ривър.
- Паканапил (Баканапул) – в 10 села в долното течение на южния ръкав на Керн Ривър.[1][2]

## Език
И трите групи говорели близки диалекти на езика тубатулабал, самостоятелен клон на юто-ацтекското езиково семейство.

## Култура
Икономиката им е базирана на лов, риболов и събирачество. Изработват кошници и керамични съдове. Основна храна са жълъдите, различни ядки и семена, корени и дребен дивеч. Материалната им култура е доста семпла. Домовете им варират според сезона и наличните материали. През зимата строели кръгли вкопани в земята колиби, покрити с тръстика и кал, наричани „мохощ“, и предназначени за едно семейство. В планините строяли навеси от 4 вертикални и 2 хоризонтални пръта покрити с папур, под които живеели няколко семейства. Когато събирали жълъди и други ядки и семена строели големи кръгли куполообразни постройки (от 9 до 15 м в диаметър), в които също живеели по няколко семейства. Колибата за изпотяване се правела от дъбови клони и се покривала с пръст.
В топлото време мъжете ходели голи, а жените с двойна престилка от еленова кожа. В студеното време използвали еленови кожи за облекло. Когато пътували или ловували, на краката си обували кожени мокасини или кожени сандали. Само жените, клоуните и шаманите носели накити и боядисвали телата си. Жените също се и татуирали.
Според религиозните им вярвания светът е обитаван от множество духове в човешка и животинска форма. Шаманите били и мъже и жени.

## История
Преди контакта с европейците наброявали около 1000 души. През 1910 г. са едва 150. В наши дни около 400 техни потомци живеят в долината на Керн Ривър и още около 500 в околността.
Първите бели ги посещават през 1776 г. и през следващите 50 години тубатулабал са в контакт с мисията Сан Буенавентура. До 1846 г. територията им е почти завладяна от заселници. През 1862 г. някои от тях се присъединяват към бунта на Оуенс Вали паютите. През 1863 г. близо 40 тубатулабал са избити от американската армия близо до Кернвил.